# Leiophron yichunensis
Leiophron yichunensis är en stekelart som beskrevs av Chen, He och Ma 2001. Leiophron yichunensis ingår i släktet Leiophron och familjen bracksteklar. Inga underarter finns listade i Catalogue of Life.